# Hydrocyphon hamiota
Hydrocyphon hamiota is een keversoort uit de familie moerasweekschilden (Scirtidae). De wetenschappelijke naam van de soort werd in 1972 gepubliceerd door Nyholm.